# Львовский скоростной трамвай
Львовский скоростной трамвай — советский инфраструктурный проект по строительству во Львове линий скоростного частично подземного трамвая. Работы начались в 1980-х годах, однако вскоре были заморожены из-за распада СССР. В 1990-х годах проект эволюционировал в идею строительства в городе метрополитена.

## Проект
Предпосылкой строительства во Львове скоростного подземного трамвая было то, что существовавшая в то время трамвайная система не обладала в центре достаточной пассажиропропускной способностью. В 1970-х годах трамвай был основным видом транспорта в городе. В исторической части его скорость была слишком мала (около 10 км/ч) из-за многочисленных поворотов, спусков и подъёмов. Поэтому лучшим способом решения этой проблемы виделся перенос линий в центре под землю, где вагоны смогли бы двигаться быстрее. А строительство новых линий в микрорайоны на окраинах города должно было решить их транспортные проблемы.
Впервые идея сооружения во Львове подземного трамвая была заложена в перспективном генплане развития города в 1966 году. В 1972 году киевский институт «Дипромисто» (Украинский государственный научно-исследовательский институт проектирования городов) разработал комплексную транспортную схему Львова, которая, среди других видов транспорта, предусматривала подземный трамвай. Технико-экономическое обоснование его строительства было составлено проектным институтом «Укрдипрокомунбуд» (с 1978 года — УкркоммунНИИпроект, Украинский научно-исследовательский и проектный институт коммунальных сооружений городов, Харьков). В 1978—1979 годах по заданию этого института в «Харьковметропроекте» под руководством главного инженера В. С. Гранкина был разработан технический проект первой очереди подземного участка. Системы интервального регулирования движения подвижного состава, автоблокировки и сигнализации для линии скоростного трамвая были разработаны в Киеве в НИКТИ ГХ под руководством В. Ф. Веклича. Ответственным за проект в целом был В. А. Попов.
Первая очередь подземного строительства включала два радиуса общей протяжённостью 5,5 км, которые пересекались в центре города. Первый радиус длиной 3,3 км должен был иметь северный портал в районе пересечения улиц Замарстиновской (тогда Калинина), Гайдамацкой и Богдана Хмельницкого, южный — улиц Снопковской и Ивана Франко. Второй радиус длиной 2,2 км имел восточный портал в районе пересечения Лычаковской (тогда Ленина) и Мечникова, западный — возле пересечения Сахарова (тогда Суворова) и Гвардейской. В северный портал должны входить наземные трамвайные линии из северных районов города, в южный — из Сихова, в восточный — кольцевая линия по Лычаковской и Пасечной (тогда Ленинского комсомола) через Погулянку по Вахнянина (тогда Дундича) и Мечникова, в западный — линия по Сахарова и Княгини Ольги (тогда Боженко). На первом радиусе предусматривались две станции: «Старый город» (под площадью Старый Рынок) и «Площадь Воссоединения» (под одноимённой площадью, ныне — Соборная), на втором — три станции: «Университет» у Главпочтамта, «Площадь Воссоединения» и «Винниковский рынок» у одноимённого рынка. Разработка архитектурного оформления станций станций была заказана киевскому институту «Дипромисто». Длина станционных платформ должна была составлять 75 метров. На станциях было решено отказаться от контрольно-пропускных пунктов, что должно было уменьшить количество подсобно-вспомогательных пристанционных подземных помещений. Станция пересадки под площадью Соборной должна была иметь единственный подземный вестибюль для станций на двух линиях, которые должны были пересекаться на разных уровнях. Входы на станции должны были размещаться в подземных переходах. Предполагалось, что в 1980 году максимальные пассажиропотоки в час пик в одном направлении составят на первом радиусе 7,9 тыс. пассажиров, на втором — 8,6 тыс..
На перспективу (вторую очередь подземного строительства) был запланирован третий подземный радиус длиной 9 км. Порталы должны были располагаться в районе перекрёстка улиц Левандовской и Шевченко и на площади Ивана Франко. Предусматривались станции «Вокзал» (возле главного железнодорожного вокзала), «Площадь Кропивницкого» (в районе одноимённой площади) и «Политехнический институт» (возле Главного корпуса Львовской политехники).
По два тоннеля в каждую сторону планировалось прокладывать на средней глубине 30 м, в сухом грунте ниже водоносных пластов, с помощью механического щита диаметром 5,5 м в габаритах метрополитена. Самое глубокое место линии (глубиной более 35 м) планировалось под руслом Полтвы в районе улиц Стрыйской и Ивана Франко. На обводнённых участках планировалась чугунная обделка тоннелей. В старой части города фундаменты и дубовые сваи домов планировалось укреплять железобетонными подушками.
На земле планировалось возведение нового трамвайно-троллейбусного депо на 250 вагонов в конце улицы Княгини Ольги и строительство нескольких новых линий, в том числе линии по Сахарова и Княгини Ольги и линии в Сихов.

## Строительство
В 1983 году было начало строительство первой наземной линии по улицам Сахарова и Княгини Ольги по стандартам скоростного трамвая: на выделенном полотне, с ограждениями и путепроводами. Её открыли в 1987 году.
В конце 1980-х годов Львовский городской совет создал Дирекцию строительства подземного трамвая со штатом 9 работников во главе с Рудольфом Павликом. Дирекция была заказчиком подземных работ. Генеральным подрядчиком определили трест «Львовпромстрой», субподрядчиком — «Киевметрострой». Геологическая разведка тоннелей была поручена украинскому государственному научно-исследовательскому институту инженерно-технических и экологических разведок.
Подготовительные работы к строительству первого тоннеля начались в 1989 году. Было проведены предварительные исследования геологии почвы и воздействия грунтовых вод на стены тоннелей. Вдоль будущего тоннеля пробурили 17 отверстий глубиной 20—30 м. Они показывали уровень грунтовых вод, глубину их залегания и химический состав. Исследования подтвердили высокую обводнённость почв, снижать которую планировали методом откачки. Первая шахта глубиной 30 м и шириной 5 м, с помощью которой должны были начать проходку тоннелей, находилась на заднем дворе Дворца Потоцких. К её центральному стволу вдоль улицы Коперника был проложен трубопровод диаметром 400 мм от компрессорной станции, построенной рядом со старым трамвайным депо на Сахарова, вблизи планируемого западного портала. Позади дворца также построили электрическую подстанцию и двухэтажное административно-бытовое помещение для рабочих и управления дирекции — с 1997 года в нём размещается Музей искусства старинной украинской книги. Для электроснабжения подстанции с Шевченковского гая была протянула отдельная кабельная линия длиной 7 км. После того, как в шахту был опущен проходческий комбайн, возникли подозрения, что строительство вызовет некоторые разрушения окружающих домов. В частности, по словам директора Львовской картинной галереи Бориса Возницкого, когда метростроевцы достигли глубины 25 м, во Дворце Потоцких якобы возникла трещина шириной 30 см. Её ликвидация, которую проводили в 1990-х годах, обошлась в 6 млн гривен; трещины, возникшие под фундаментом здания заливали жидким стеклом.
По словам главы Дирекции строительства подземного трамвая Рудольфа Павлика, строительство остановилось из-за финансового кризиса конца 1980-х годов. Уже частично возведённые объекты были заморожены. За время работы дирекция успела разработать проект линии на Сихов и нового депо на Княгини Ольги.
- Бывшая компрессорная станция (2013)
- Бывшее здание Дирекции строительства подземного трамвая во дворе Дворца Потоцких (2013)
- Задний двор Дворца Потоцких, где находилась первая шахта (2013)
- Трамвайная линия по улице Сахарова (2013)
- Трамвайная линия по улице Княгини Ольги (2013)
- Трамвайная линия по улице Княгини Ольги (2013)
- Трамвайная линия по улице Княгини Ольги (2013)
- Трамвайная линия по улице Княгини Ольги (2013)
- Трамвайный путепровод на пересечении улиц Княгини Ольги и Владимира Великого (2013)
- Недостроенный трамвайный путепровод на пересечении улиц Княгини Ольги и Научной (2013)